# Crooked I
KXNG Crooked (* 23. September 1978 in Los Angeles; bürgerlich Dominick Wickliffe), ehemals bekannt als Crooked I, ist ein US-amerikanischer Rapper und Songwriter. Er war von 2011 bis 2018 Mitglied der Rapgruppe Slaughterhouse.

## Werdegang
Zu Beginn seiner Karriere stand Crooked I kurzzeitig bei Virgin Records unter Vertrag. Dort erschien er auf verschiedenen Kompilationen, unter anderem auf dem Soundtrack zu Caught Up. Daraufhin wechselte er 1999 zu Death Row Records, wo er Mixtapes veröffentlichte und erneut auf Samplern zu hören war, zum Beispiel auf Too Gangsta for Radio und Dysfunktional Family. Sein geplantes Debütalbum Say Hi to the Bad Guy erschien jedoch nie. Nach vier Jahren verließ er das Label und gründete seine eigene Firma, Dynasty Entertainment, ein Imprint von Treacherous Records, deren Produkte von Universal vertrieben wurden. Allerdings konnte er auch hier kein Werk veröffentlichen, da Suge Knight, der Besitzer von Death Row, ihn verklagte, da er der Ansicht war, dass Crooked I noch immer bei ihm unter Vertrag stünde. Dennoch erschienen weitere Mixtapes, DVDs und Gastauftritte auf Stücken anderer Künstler, wie auf Ashantis Baby, das in den Billboard Hot 100 Platz 15 und in den deutschen Singlecharts Platz 89 erreichte.
2005 folgte seine eigene Single Boom Boom Clap, zu der auch ein Musikvideo gedreht wurde.
Nach der Lösung der rechtlichen Probleme sorgte er für Aufsehen, als er seine Serie Hip-Hop Weekly startete – im Zuge dieser Kampagne stellte er für ein Jahr jede Woche ein Lied zum kostenfreien Download ins Internet.
2008 wurde mit Dream Big eine weitere Single veröffentlicht, auf der Akon als Gastsänger vertreten war. Sie sollte der Vorbote seines Albums B.O.S.S. sein. Später wurde jedoch entschieden dieses Werk nicht im Handel zu verkaufen, sondern ebenfalls umsonst zum Download anzubieten.
Im selben Jahr fand auch die Gruppe Slaughterhouse zusammen, bei der er Mitglied wurde. 2009 erschien das gleichnamige Album. Zudem brachte Crooked I die EP Mr. Pigface Weapon Waist mit Gastauftritten von Snoop Dogg, M.O.P. sowie den Slaughterhouse-Mitgliedern Joe Budden, Joell Ortiz und Royce da 5′9″.
Im August 2010 wurde die EP Planet C.O.B. Vol. 1, im Juli 2011 der Nachfolger Planet C.O.B. Vol. 2 veröffentlicht. Mit Slaughterhouse brachte er das Album Welcome to: Our House (2012) sowie die Mixtapes On the House (2012) und House Rules (2014) heraus.
2013 erschien sein Debütalbum Apex Predator, welches Tracks mit Tech N9ne sowie K-Young enthält. Sein zweites Album, Sex, Money and Hip-Hop, veröffentlichte er im Dezember 2014 unter dem Pseudonym KXNG Crooked.
Mit Statik Selektah gründete er 2016 das Duo Statik KXNG, welches ein Album unter gleichem Namen veröffentlichte.

## Diskografie

### Soloalben
- 2013: Apex Predator
- 2014: Sex, Money and Hip-Hop (als KXNG Crooked)
- 2016: Good vs. Evil

### Kollabo-Alben
- 2009: Slaughterhouse (mit Slaughterhouse)
- 2012: Welcome to: Our House (mit Slaughterhouse)
- 2016: Statik KXNG (als KXNG Crooked; mit Statik Selektah)
- 2016:  The Long Beach Crook Playlist (als KXNG Crooked; mit Jonathan Hay)
- 2018: KXNGs Wear Gold (als KXNG Crooked; mit Frost Gamble)
- 2019: Gravitas (als KXNG Crooked; mit Bronze Nazareth)
- 2020: H.A.R.D. (als KXNG Crooked; mit Joell Ortiz)
- 2022: Rise & Fall of Slaughterhouse (als KXNG Crooked; mit Joell Ortiz)
- 2022: Harbor City Season One (als KXNG Crooked; mit Joell Ortiz)
- 2023: JFKLAX (als KXNG Crooked; mit Joell Ortiz)
- 2023: Prosper (als KXNG Crooked; mit Joell Ortiz)
- 2024: Tapestry (als KXNG Crooked; mit Joell Ortiz)

### Kompilationsalben
- 2010: Hood Star
- 2011: Planet C.O.B. Vol. 2
- 2016: The Long Beach Crook Playlist

### Singles
- 1997: Rap Killer (feat. Low Life Gangstas)
- 1998: DJ’s and MC’s
- 1998: Way Cool (feat. B-Legit & Mr. Tan)
- 1998: Did You Eva / DJ’s and MC’s
- 1999: Uh-Oh / Do Your Thing
- 2001: Wake Up Show Freestyles Vol. 7 / Murdering MC’s (feat. Sway & King Tech)
- 2002: So Damn Hood
- 2003: Still Tha Row
- 2003: Still Tha Row (Remix) / I'm Back (feat. Kurupt)
- 2003: Crookz N Doggz / Ride Wit A G (feat. Snoop Dogg & Tech N9ne)
- 2005: Cali Boyz
- 2006: Greedy Eyes (feat. Syndicate Villain)
- 2005: Boom Boom Clap
- 2007: Dream Big (feat. Akon)
- 2007: N.W.A. (New West Anthem)
- 2008: Banger on My Lap
- 2010: Villain

### EPs
- 2008: Block Obama II
- 2009: Mr. Pigface Weapon Waist
- 2010: Planet C.O.B. Vol. 1
- 2011: Slaughterhouse (mit Slaughterhouse)
- 2011: Million Dollar $tory
- 2011: In None We Trust

### Mixtapes
- 2002: Taking over the West
- 2003: Westcoasanostra Vol. 1
- 2004: The Young Boss Vol. 1
- 2006: The Young Boss Vol. 2
- 2007: Hip-Hop Weekly Vol. 1
- 2007: Hip-Hop Weekly Vol. 2
- 2007: Hip-Hop Weekly Vol. 3
- 2008: St. Valentine's Day Bossacre
- 2008: The Block Obama: Hood Politics
- 2012: Psalm 82 v6
- 2012: On the House (mit Slaughterhouse)
- 2014: House Rules (mit Slaughterhouse)
- 2019: The Weeklys Vol. 1
- 2019: The Weeklys Vol. 2
- 2019: The Weeklys Vol. 3
- 2019: The Weeklys Vol. 4
- 2019: The Weeklys Vol. 5